# Billy Bingham
William Laurence "Billy" Bingham  (Belfast, 5 de agosto de 1931- Southport, 9 de junio de 2022) fue un entrenador y futbolista norirlandés que jugaba como lateral derecho.

## Trayectoria
Jugó de 1948 a 1965, y el club en el que más tiempo jugó fue el Sunderland (227 partidos entre 1950 y 1958). Como jugador de equipo, fue a la Copa Mundial de la FIFA de 1958, la primera disputada por los irlandeses. También defendió a Glentoran, Luton Town, Everton y Port Vale, su último club como atleta profesional.
Curiosamente, estuvo presente en las tres Copas disputadas por Irlanda del Norte, ya que fue entrenador del equipo en los Mundiales de 1982 y 1986. Todavía en 1965, cuando dejó de jugar, comenzó su carrera como entrenador en el Southport, pero fue precisamente la selección de Irlanda del Norte la que más tiempo entrenó: diecisiete años en total, en dos etapas (1967-1971 y 1980-1993). Por sus servicios al fútbol, recibió la Orden del Imperio Británico en 1981. Bingham también dirigió a Plymouth Argyle, Linfield, con el que ganó el campeonato nacional en 1971, la selección griega, Everton, PAOK, Mansfield Town y el Al-Nassr.
Dejó de dirigir equipos cuando dejó el cargo de entrenador de Irlanda del Norte en 1993, luego de que el equipo no se clasificara para la Copa Mundial de la FIFA de 1994. También ocupó el cargo de director de fútbol en Blackpool antes de retirarse. Sin embargo, volvería a la actividad como descubridor de nuevos jugadores norirlandeses, al ser fichado por el Burnley.]]

## Reeferncias
1. ↑  Press, Europa (10 de junio de 2022). «Fallece Billy Bingham, seleccionador que clasificó a Irlanda del Norte para los Mundiales del 82 y 86». www.europapress.es. Consultado el 26 de junio de 2022.
2. ↑  «Irish League Representatives (1893-2007)». irishleaguegreats.blogspot.com. 26 de septiembre de 2007. Consultado el 22 de marzo de 2020.
3. ↑  «Billy Bingham obituary». the Guardian (en inglés). 12 de junio de 2022. Consultado el 13 de junio de 2022.
4. ↑  «Information on former Luton players». Archivado desde el original el 23 de abril de 2008. Consultado el 26 de junio de 2022.
5. ↑  Billy Bingham Obituary, The Guardian, June 12 2022. Retrieved June 14 2022.

- Datos: Q863023